# Морг, Кайли
Ка́йли Мо́рг (англ. Kailee Morgue; род. 15 июля, 1998 года, Финикс, Аризона, США) — американская певица и автор песен.

## Биография
Кайли впервые начала публиковать каверы на своем канале YouTube в конце 2015 года. В январе 2017 года Морг опубликовала в Твиттере превью песни «Medusa», которое стало вирусным. Позже в том же году Морг подписала контракт с Republic Records. В октябре этого же года был выпущен клип на эту песню. В 2020 году, Кайли выпустила свой второй мини-альбом Here in Your Bedroom. Ещё через 2 года, в 2022 году был выпущен дебютный полноформатный альбом Girl Next Door. В 2023 году совместно с Майк Шинодой был записан трек «In My Head» для фильма «Крик 6» С этим синглом певица впервые дебютировала в чартах Billboard: «Alternative Airplay» и «Rock & Alternative Airplay» на 11 месте, «Alternative Digital Song Sales» на шестом, «Rock Digital Song Sales» на 15 позиции и «Canada Rock» на 49 месте.

## Дискография

### Полноформатные альбомы
Girl Next Door (2022)

### Мини-альбом
Medusa (2018)
Here in Your Bedroom (2020)

### Cинглы
«F**k u» (2018)
«Do You Feel This Way» (2018)
«Siren» (2018)
«Headcase» (2019)
«Black Sheep» (2019)
«Knew You» (2020)
«Scream!» (2020)
«Butterflies» (2021)
«Loser» (2022)
«Bleach» (2022)
«Stfu» (2022)
«Good Day To Be My Dealer» (2022)
«In My Head» (2023)